# Ramón Aboitiz
Ramón Aboitiz Musatadi (Guernica, 31 de agosto de 1930-Santiago, 6 de abril de 2010) fue un ingeniero, académico y empresario hispano-chileno, socio del holding Sigdo Koppers, uno de los grupos más diversificados de Chile.

## Vida
Llegó a Chile a los seis años, luego de que su familia decidiera dejar Guernica, España, localidad bombardeada posteriormente por los nazis y famosa por un cuadro del pintor español Pablo Picasso.
Cursó sus estudios secundarios en los Padres Franceses de Valparaíso y los superiores de ingeniería civil química en la Universidad Católica de Valparaíso. Tras titularse, se incorporó a una filial de la estatal Corfo que trabajaba en temas de cooperación técnica en ingeniería industrial. Además, fue profesor de Administración de Empresas en el Departamento de Ingeniería Química de la Escuela de Ingeniería de la Pontificia Universidad Católica de Chile y profesor de Organización Industrial de la Escuela de Ingeniería de la Pontificia Universidad Católica de Valparaíso.
En 1958 ingresó como ingeniero a Ingenieros Asociados Sigma Donoso Ltda, compañía antecesora de Sigdo Koppers, donde abordaría dos megaproyectos: las primeras ampliaciones de la planta siderúrgica Huachipato y la refinería de Concón. En 1965 alcanzó la gerencia general de la compañía.
En el año 1974, junto a once ejecutivos de la firma, entre ellos el después presidente Eduardo Frei Ruiz-Tagle, adquirió a la estatal Compañía de Aceros del Pacífico (CAP) parte de la propiedad de Sigdo Koppers. Los doce socios tendrían partes iguales. Todos hipotecaron sus casas y vendieron sus automóviles para poder garantizar el pago.
21 años después lideró la salida a la bolsa con un 25% de la firma, en una operación que realizó junto a sus socios Juan Eduardo Errázuriz Ossa, Naoshi Matsumoto Takahashi, Mario Santander García, Norman Hansen Rosés y Horacio Pavez García.
A lo largo de la vida también se desempeñó como director del Banco Santander Chile y director de la fundación del Hogar de Cristo.

## Nota
1. ↑  Durante el Gobierno de Salvador Allende (1970-1973), Sigdo Koppers había pasado a ser controlada por la estatal CAP y solo en 1974, cuando ya se encontraba en el Gobierno la Junta Militar que lideraba el general Augusto Pinochet, fue traspasada al grupo, esto en el marco de la primera ola de privatizaciones promovida por el nuevo régimen.

- Datos: Q6099378